# バレロフェノン
バレロフェノン (valerophenone)、別名ブチルフェニルケトン (butyl phenyl ketone) は、芳香族ケトンの一種である。無色の液体で、発火点は102°C。様々な光化学過程の学習の際に使われている。
バレロフェノンはカルボニルレダクターゼを阻害する作用を持つ。
消防法に定める第4類危険物 第3石油類に該当する。